# Escadre de la Méditerranée
L'escadre de la Méditerranée est une escadre historique de la Marine française, active de 1839 à 1992. Elle reprend le flambeau de la flotte du Levant, active de 1689 à 1792.

## Histoire

### XIXesiècle
Après 1814, la Marine française est en mauvais état, et sa présence en Méditerranée est presque nulle. En 1823, quelques navires sont assemblés pour bombarder Cadix durant l'expédition d'Espagne, puis une escadre de transport est formée pour l'expédition d'Alger en 1830. L'année suivante, l'amiral Roussin, avec six vaisseaux, force l'entrée du Tage pour amener le gouvernement portugais à reconnaître la monarchie de Juillet. Dans les années qui suivent, de petites escadres sont assemblées au gré des besoins, que ce soit en Méditerranée orientale, à Lisbonne ou dans les Antilles. Il faut attendre 1839, sous l'impulsion du vice-amiral Lalande, pour que l'escadre de la Méditerranée soit formellement créée.

### Début duXXesiècle
En 1900, l'escadre est commandée par le vice-amiral Fournier et composée des cuirassés Brennus (navire-amiral), Gaulois, Charlemagne, Brennus, Charles Martel, Jauréguiberry et Bouvet, des cuirassés de défense côtière Bouvines, Jemmapes, Amiral Tréhouart et Valmy, des croiseurs cuirassés Pothuau, Chanzy et Latouche-Tréville, des croiseurs protégés Cassard, Du Chayla, Galilée, Lavoisier et Linois, du croiseur-torpilleur Foudre, de deux destroyers et de quatre torpilleurs (dont le Cyclone). De juin à juillet, elle participe à de grandes manœuvres navales en compagnie de l'escadre du Nord, considérées comme un succès par l'état-major et par la presse.
En 1901, le président Émile Loubet rend visite à l'escadre. Vers la fin de l'année celle-ci, sous couvert d'essais radio, participe à une démonstration de force en mer Égée, à la suite de la dégradation des relations diplomatiques avec l'Empire ottoman. L'année suivante, le Gaulois est envoyé à Annapolis avec une délégation d'officiers à son bord afin de commémorer les actions du comte de Rochambeau durant la guerre d'indépendance des États-Unis. En 1903, durant un exercice, une collision se produit entre le Gaulois et le Bouvet : l'incident fait des dégâts, et les deux commandants sont relevés de leurs fonctions. Durant l'été 1904, l'escadre croise dans les îles grecques, et, après un passage à Beyrouth, fait relâche à Smyrne où une réception est organisée. L'année suivante, le Charlemagne, accompagné du destroyer Dard, rejoint le Pirée où se rassemble une flotte internationale afin de calmer la montée des tensions entre la Grèce et l'Empire ottoman. Le 10 avril 1906, les cuirassés Iéna, Gaulois et Bouvet sont envoyés en Italie afin de porter assistances aux victimes de l'éruption du Vésuve. Le 16 septembre, l'escadre participe à une grande revue navale à Marseille.
En décembre 1908, à la suite du séisme de Messine, les Justice et Vérité assistent les victimes en leur apportant des vivres. Le 5 janvier 1909, le vice-amiral Eugène de Jonquières, nouveau commandant de l'escadre, met sa marque sur la Patrie. Le 27 juillet, l'escadre rejoint son homologue du Nord au Havre, où le président de la République Armand Fallières procède à une revue de la flotte, accompagné du tsar de Russie Nicolas II. Le 12 décembre, les Justice, Liberté et Vérité quittent Toulon pour New York afin de prendre part à la célébration du tricentenaire de la découverte de l'Hudson. Le 29 mars 1910, la Patrie est présente lors de la cérémonie d'inauguration du musée océanographique de Monaco.
Le 5 janvier 1911, le vice-amiral Jean Bellue prend le commandement de l'escadre. Du 15 au 18 mars, le vice-amiral Horace Jauréguiberry, inspecteur général de la flotte, embarque sur la Démocratie pour superviser les manœuvres. Le Président Fallières, le ministre de la Marine Théophile Delcassé et le ministre des Travaux Publics, des Postes et Télégraphes Charles Dumont embarquent sur la Vérité le 14 avril afin de se rendre à Bizerte : la 1re Division (Patrie, Démocratie, Ernest Renan) et la 2de Division (Justice, Liberté, Suffren) sont du voyage. Le 19, le lendemain de leur arrivée, le président passe la flotte en revue, en présence de deux cuirassés britanniques, de deux cuirassés italiens, et d'un croiseur espagnol ; il rallient Toulon le 29. Le 25 septembre, à 5 h 53, alors que les navires sont au mouillage dans la rade, une explosion éventre la Liberté, tuant 286 hommes d'équipage et en blessant 188 autres. Les débris propulsés alentour tuent 33 marins de la République et 37 autres sur divers navires de l'escadre. La commission d'enquête conclut à une température probablement trop élevée dans les soutes aux poudres, et écarte l'idée d'un sabotage, brièvement envisagé.
Le 22 janvier 1912, le navire-amiral Danton, la Justice et la Vérité se trouvent à La Valette pour accueillir le roi du Royaume-Uni George V et sa femme au retour de leur voyage aux Indes. Le 21 mai, des manœuvres ont lieu entre Marseille et Villefranche, sous la supervision du commandant de l'escadre Boué de Lapeyrère et de son invité le prince de Galles, le futur Édouard VIII. L'année suivante voit de grandes manœuvres se dérouler : le 19 mai 1913, ce sont seize cuirassés, quatre croiseurs cuirassés, quatre escadrilles de torpilleurs et deux sous-marins qui y participent, entre Toulon et le sud de la Sardaigne. À leur retour au large des Salins, le président de la République Raymond Poincaré passe la flotte en revue, à bord du croiseur cuirassé Jules Michelet. Le 23 août, la 2e escadre, accompagnée des croiseurs cuirassés Jules Ferry et Edgar Quinet et de deux escadrilles de torpilleurs, quitte Toulon pour des manœuvres dans l'Atlantique. Après avoir atteint Brest le 20 septembre, ces navires sont rejoints par la flotte de la Baltique russe, composée de quatre cuirassés et de cinq croiseurs, avant de repartir pour la Méditerranée en faisant escale à Cadix, où la Vérité manque de percuter le Pelayo après avoir cassé une ancre. L'année suivante est aussi marquée par de nombreuses manœuvres, à la suite de la montée des tensions internationales. Le 1er août, à 16 h 20, alors que la flotte est à Toulon, la mobilisation générale est décrétée.

### Première Guerre mondiale
Lorsque la Première Guerre mondiale éclate, les théâtres maritimes sont répartis entre la Royal Navy et la Marine française : la première est chargée de contenir la Marine impériale allemande en mer du Nord et sur les océans du globe, alors que la seconde est maîtresse des opérations en mer Méditerranée. Pour cela, le Royaume-Uni leur ouvre les bases de Malte et de Gibraltar. L'amiral Boué de Lapeyrère décide alors de diviser la flotte en trois groupes (A, B et C), chacun se voyant attribuer une mission différente. La première consiste en l'escorte depuis l'Afrique du Nord vers la Métropole des 25 000 hommes du 19e corps d'armée.
Elle participe entre autres à la campagne de l'Adriatique.

### Après guerre
De 1959 à 1964, en alternance avec le De Grasse, le Colbert assure la fonction de bâtiment amiral de l'escadre. Il assumera seul cette fonction de 1964 à 1969[réf. nécessaire].

## Composition

### XIXesiècle
| Année | Cuirassés                                                                                 |
| ----- | ----------------------------------------------------------------------------------------- |
| 1870  | Gloire Marengo                                                                            |
| 1881  | Formidable, Courbet, Dévastation, Amiral Baudin Vauban, Bayard, Duguesclin Suffren, Océan |
| 1898  | Brennus, Charles Martel, Carnot Masséna, Jauréguiberry, Bouvet                            |

### Début duXXesiècle
| Année, | Cuirassés | Division                         | Escadre              |
| ------ | --- | -------------------------------- | -------------------- |
| 1903   | Saint-Louis, Charlemagne, Charles Martel Iéna, Bouvet, Jauréguiberry                                                         | 1re div. 2e div.                 |                      |
| 1904   | Suffren, Iéna, Saint-Louis Gaulois, Charlemagne, Bouvet Brennus, Charles Martel                                              | 1re div. 2e div. div. de réserve |                      |
| 1907   | Suffren, République, Patrie Saint-Louis, Gaulois, Charlemagne Masséna, Jauréguiberry, Carnot Bouvet, Charles Martel, Brennus | 1re div. 2e div. 3e div. 4e div. |                      |
| 1909   | Patrie, République, Démocratie Justice, Liberté, Vérité                                                                      | 1re div. 2e div.                 | 1re escadre de ligne |
| 1909   | Bouvet, Suffren, Jauréguiberry Saint-Louis, Gaulois, Charlemagne                                                             | 3e div. 4e div.                  | 2e escadre de ligne  |
| 1913   | Voltaire, Condorcet, Danton Mirabeau, Vergniaud, Diderot                                                                     | 1re div. 2e div.                 | 1re escadre de ligne |
| 1913   | Patrie, République, Vérité Justice, Démocratie                                                                               | 1re div. 2e div.                 | 2e escadre de ligne  |
| 1913   | Suffren, Gaulois, Charlemagne Saint-Louis, Jauréguiberry, Bouvet                                                             | 1re div. 2e div.                 | 3e escadre de ligne  |

### Entre-deux-guerres
| Année, | Cuirassés                                    | Division              | Escadre                                |
| ------ | -------------------------------------------- | --------------------- | -------------------------------------- |
| 1920   | Courbet, Jean Bart, Paris                    | 1re division de ligne | Escadre de la Méditerranée occidentale |
| 1920   | France, Lorraine                             | 2e division de ligne  | Escadre de la Méditerranée occidentale |
| 1920   | Provence                                     | Navire amiral         | Escadre de la Méditerranée orientale   |
| 1920   | Edgar Quinet, Ernest Renan, Waldeck-Rousseau | 1re division légère   | Escadre de la Méditerranée orientale   |
| 1928   | Provence, Lorraine, Bretagne                 | 1re division de ligne | 1re escadre de ligne                   |
| 1928   | Jean Bart, Courbet, Paris                    | 2e division de ligne  | 1re escadre de ligne                   |
| 1928   | Béarn                                        | Porte-avions          | 1re escadre de ligne                   |

## Commandants
- François Ernest Fournier :  10/1898-10/1900
- Jean-Marie Abrial : 10/1936-9/1939